# 小御門千絵
小御門 千絵（こみかど ちえ、1988年2月16日  - ）は、元西日本放送のアナウンサー。

## 来歴
山口県で出生の後、広島県広島市で育つ。本人は広島市を出身地としている。
横浜国立大学を卒業後、2010年4月に西日本放送に入社。同期の荻野仁美とともに同局のアナウンサーになる。
2018年7月から西日本放送を休職し、青年海外協力隊 (JICA) に参加。JICAの訓練所でテトゥン語やグループワークなどの研修を受けた後、同年10月から東ティモールに派遣されている。以来、現地の国営放送局が制作・放送する番組の制作支援と日本語教室での講師活動に従事している。それに伴い、入社2年目から担当してきた『RNC news every.』と3年目から担当してきた『心に花一倫』を同年6月末に卒業した。
2021年3月29日、『RNC news every.』のキャスターに復帰した。2021年12月、西日本放送を退社。

## 担当番組

### テレビ番組
- RNC news every.
  - 木・金曜天気予報担当（2010年10月7日 - 2011年4月1日）
  - 全曜日メインキャスター（2011年4月4日 - 2018年6月29日）
  - 月 - 木曜メインキャスター（2021年3月29日 - 12月23日）
- 親切な青鬼くんの週刊かがわ - リポーター
- JUSTNEWS

### ラジオ番組
- 気ままにラジオ 雨の日晴れの日曇りの日 - ラジオカーレポーター（火曜）
- 心に花一倫 - 聞き手